# ロフト (ライブハウス)
ロフト（Loft）は、株式会社ロフトプロジェクトが運営する日本のライブハウス。
旧セゾングループでセブン&アイ・ホールディングス傘下の雑貨店・ロフトとは全く関係ない。

## 経営者
ロフトプロジェクト代表の平野悠（ひらの ゆう）は、1944年東京生まれ。大学時代に新左翼運動にはまり、大学中退後に郵政省に入省、新左翼系労働運動に従事し逮捕歴3回。1970年に郵政省を辞める。本人曰く、当時は共産主義者同盟（ブント）の党員だったため公安警察に目をつけられており、とある出版社への就職を試みた際も公安からの圧力で潰されたという。
1971年3月にジャズ喫茶「烏山ロフト」を開店した（1975年閉店）。1年ほどして経営が安定してきたところで2号店を出そうということになり、当時吉祥寺で人気だったフォーク喫茶「ぐゎらん堂」のような店をやろうと考えていたところ、店の常連から「ロックやフォークをライブで聴かせる空間がまだ日本にはない」としてライブハウスの経営を勧められる。ただ吉祥寺は物件相場が高かったため、比較的家賃の安い西荻窪に1973年6月「西荻窪ロフト」を出店した（1980年閉店）。その後、1974年11月荻窪ロフト（1980年閉店）、1975年12月下北沢ロフト（1980年に譲渡）、1976年10月西新宿に新宿ロフトをオープン。この頃になると高円寺JIROKICHI・吉祥寺MANDALAなど競合するライブハウスも増えていたため、対抗上早いペースでの出店を強いられたという。この頃はライブ部分だけでは商売が成り立たないため、昼ごろからロック喫茶として店を開け、夕方からリハーサル・ライブを行い、ライブ後は居酒屋として朝まで営業することでなんとか採算を取っていた。
1980年にはロック居酒屋「自由ヶ丘ロフト」も開業したほか、レコードレーベルなども立ち上げたが、1982年に新宿ロフトのみの経営となる。1980年代に入ると新宿ロフトは「パンクの聖地」として知られるようになるが、一方でJAGATARA（特にリーダーの江戸アケミ）などは「商業主義の新宿ロフトを潰せ」キャンペーンを張るなど対立し、それが逆に音楽業界で話題を呼んだ。
5年間で100か国を旅し、ドミニカ共和国で市民権を獲得し、1987年に日本食レストランと貿易会社を設立。1990年の国際花と緑の博覧会ではドミニカ政府代表代理、ドミニカ館館長を務める。1991年に「下北沢SHELTER」をオープン。1992年にドミニカから撤退して帰国。1995年に歌舞伎町でトークライブハウス「ロフトプラスワン」をオープン。
アメリカ人の日本研究者ヘンリイ・パイク・ブイの孫（次男の子）である平野レミはいとこにあたる。

## ロフトプロジェクト運営ライブハウス

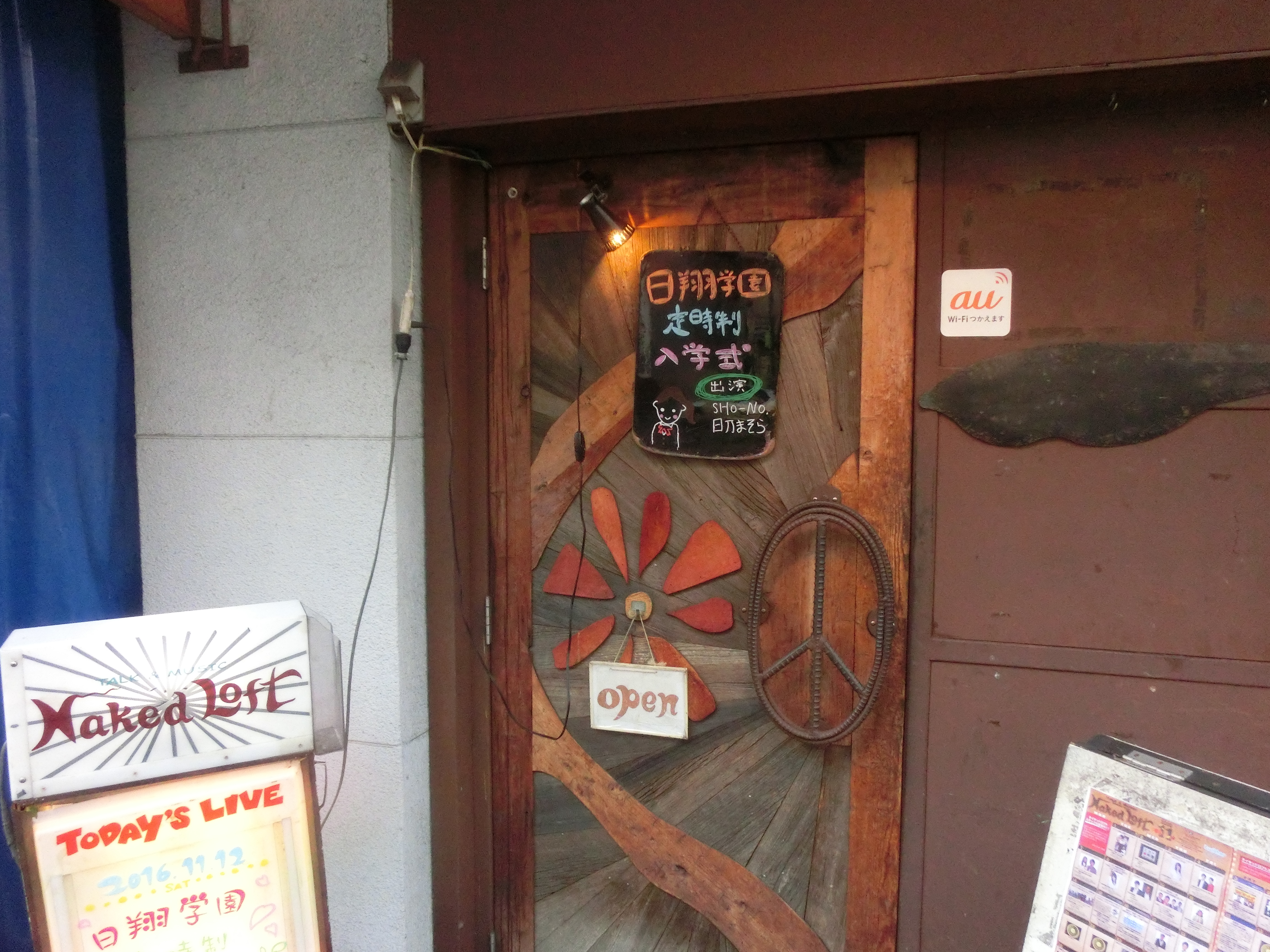
Naked Loft

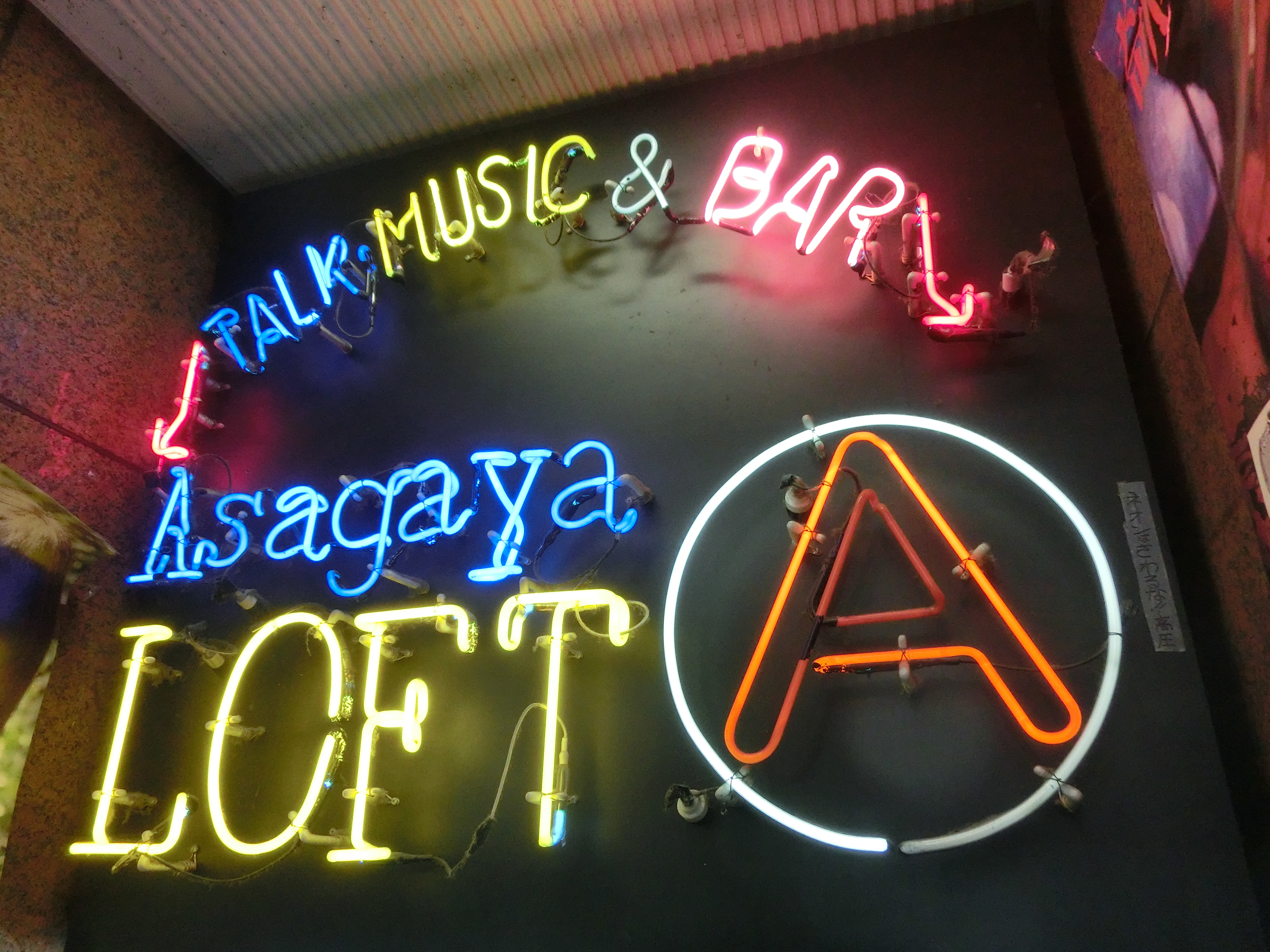
Asagaya/Loft A

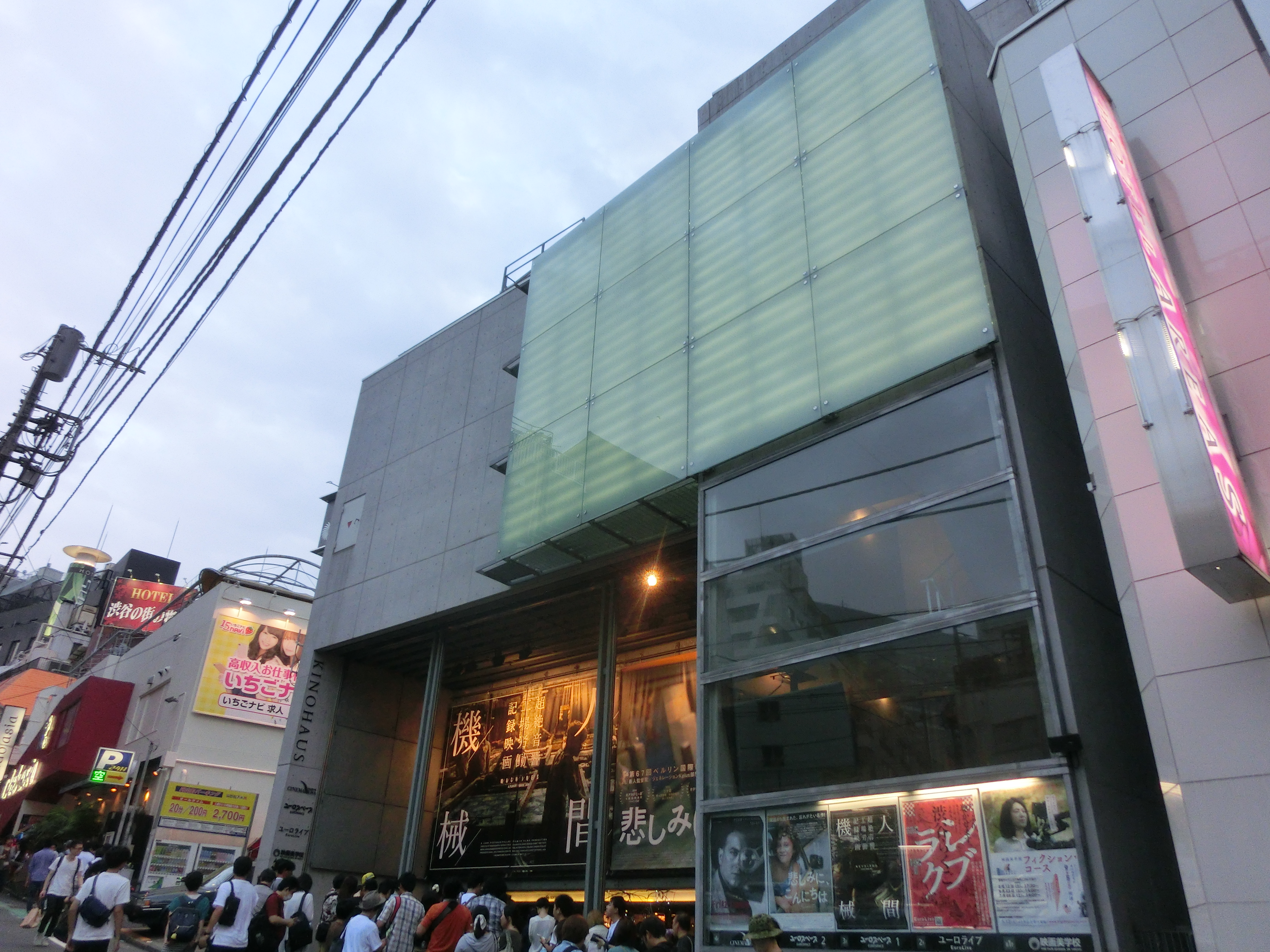
LOFT9 Shibuya（2018年8月）

### 新宿ロフト
沿革
- 1976年10月1日、西新宿小滝橋通りにオープン。
- 1986年、東京厚生年金会館で10周年イベント開催。
- 1992年、ビルのオーナーから立ち退きを命じられ「新宿LOFT立ち退き裁判」になる。
- 1997年、日本武道館で20周年イベント開催。
- 1998年12月15日、ビルのオーナーと和解成立。
- 1999年3月17日、退去。4月1日、歌舞伎町新宿コマ劇場横に移転。
- 2006年には30周年を迎え、イベント「SHINJUKU LOFT 30th ANNIVERSARY -ROCK OF AGES 2006-」が開催された。

施設概要
- 所在地 東京都新宿区歌舞伎町1-12-9 タテハナビル B2F
- 最寄り駅 JR新宿駅、東京メトロ新宿駅、西武鉄道西武新宿駅
- スタンディング（約500人）

### ロフトプラスワン（LOFT/PLUS ONE）
- ロフトプラスワンを参照（北緯35度41分40.7秒 東経139度42分7.9秒 / 北緯35.694639度 東経139.702194度）。

### 下北沢SHELTER
1991年10月、下北沢にオープンしたライブハウス。所在地は世田谷区北沢2-6-10 仙田ビルB1（北緯35度39分41.4秒 東経139度40分10秒 / 北緯35.661500度 東経139.66944度）。漫画およびアニメ『ぼっち・ざ・ろっく！』に頻繁に登場するライブハウス「STARRY」のモデル店舗としても有名。

### Asagaya/Loft A
阿佐ヶ谷ロフトA。2008年、杉並区阿佐谷南1-36-16-B1にオープンしたBARホール併設のトークライブハウス（北緯35度42分12.3秒 東経139度38分13.2秒 / 北緯35.703417度 東経139.637000度）。阿佐ケ谷駅前商店街「阿佐谷パールセンター」の中にある。プラスワンより狭く、旧ネイキッドよりは収容力がある。 JR中央線快速・ 中央・総武緩行線阿佐ケ谷駅南口徒歩2分。 東京メトロ丸ノ内線南阿佐ケ谷駅徒歩6分。

### Loft PlusOne West
2014年、大阪ミナミにオープンした関西初のトークライブハウス（北緯34度40分12.2秒 東経135度30分18.5秒 / 北緯34.670056度 東経135.505139度）。

### LOFT9 Shibuya
2016年オープン。渋谷・円山町のトークライブハウス（北緯35度39分33.3秒 東経139度41分43秒 / 北緯35.659250度 東経139.69528度）。LOFTの名前を冠する9番目のライブハウスということで名付けられた。ユーロスペースなどが入居するKINOHAUS1階。イベントがない時間はカフェ＆バーとして運営。約150席。
2019年1月28日から一時期、平日昼間にミニシアター「CINEMA9」としてイベントスペースにてインディーズ映画を週替わりで特集上映していた。長編・短編問わず入場料は500円。プロデューサーは映画活動家の松崎まこと。映画上映に仕切るため、こちらの用途では40〜65席となっていた。

### ROCK CAFE LOFT is your room
2018年3月、新宿・歌舞伎町にオープン。1970年代ロックをテーマとした喫茶・居酒屋。オーディオスピーカーは1FがスタジオモニターKRKのV8S4、2Fの爆音ルームがスタジオモニターADAM AUDIOのS3Hを設置、サウンドに拘った店舗。トークイベントも随時開催。

### LOFT HEAVEN
2018年7月14日、正式オープン。旧シャンソン・バー「青い部屋」、ライブハウス「LAST WALTZ」。グランドピアノのある広いステージが特徴。東京都渋谷区渋谷2-12-13八千代ビルB1F。音楽イベント、トークイベントともに行われる。

### Naked Loft
ネイキッドロフト。始まりは2004年にオープンした新宿区百人町職安通り沿いのトークライブハウス（北緯35度41分53.7秒 東経139度42分4.3秒 / 北緯35.698250度 東経139.701194度）。当時の最寄駅は新宿ロフトやプラスワンと同じ西武新宿駅だが、正面口ではなく北口方面に位置した。約50席。イベントによっては通り沿いの壁を取り払うことも可能だった。
コロナ禍となったことや入居ビル老朽化のため、2020年12月31日、移転を前提としたリニューアルのため一旦営業を終了した。2021年8月、「NAKED LOFT YOKOHAMA」として横浜駅西口、相鉄ムービル3階（2019年9月まで営業していたジャズバー「エルスウェーニョ」の跡地）への移転計画を発表し、同年9月17日にオープン。同じ相鉄ムービル3階には「ミントホール」（旧相鉄本多劇場跡地であり、その後の旧Yokohama O-SITE跡地）や「サムズアップ」といったライブハウスもある。

### 新高円寺LOFT X
2019年10月10日オープン。地下鉄丸ノ内線の新高円寺駅より徒歩2分。LOFTX Koenji、新高円寺ロフトテンとも表記される。旧新高円寺CLUB LINER跡地。収容人数キャパ200人のライブハウスで、オープン時からコロナ禍までは音楽ライブハウスとしてのみの営業だったが、2021年を境に引き続きバンドイベントやアイドルイベント、クロスオーバーな日のほかに月数回のお笑いライブ、トークライブも増えていて多岐に渡るイベントを展開している。

### Flowers Loft
2020年2月2日オープン。下北沢駅東口から徒歩1分。SHIMOKITA FRONTビルの地下一階。ロフトプロジェクト系列では12店舗目。キャパシティは、ライブフロア250人、椅子席80人、バーラウンジ30人。

## 関連会社
ロフトプロジェクトのグループ会社である有限会社ルーフトップは、ロフトプロジェクト内のメディア事業を展開する。

### 主な事業
- Song-CRUX - インディーズレーベル
- ロフトブックス - 書籍出版
- Rooftop - ライブ情報などを掲載したフリーペーパー、ニュースサイト